# Karmanowice
Karmanowice (prononciation [karmanɔˈvit͡sɛ]) est un village de la gmina de Wąwolnica du powiat de Puławy dans la voïvodie de Lublin, situé dans l'est de la Pologne.
Il se situe à environ 7 kilomètres au nord de Puławy (siège de la gmina), 13 kilomètres au sud-est de Puławy (siège du powiat) et 34 kilomètres à l'ouest de Lublin (capitale de la voïvodie).

## Histoire
De 1975 à 1998, le village est attaché administrativement à l'ancienne voïvodie de Lublin.

Depuis 1999, il fait partie de la nouvelle voïvodie de Lublin.